# Holland (Massachusetts)
Holland é uma vila localizada no condado de Hampden no estado estadounidense de Massachusetts. No Censo de 2010 tinha uma população de 2.481 habitantes e uma densidade populacional de 73,33 pessoas por km².

## Geografia
Holland encontra-se localizado nas coordenadas 42° 02′ 49″ N, 72° 10′ 49″ O. Segundo o Departamento do Censo dos Estados Unidos, Holland tem uma superfície total de 33.83 km², da qual 31.84 km² correspondem a terra firme e (5.89%) 1.99 km² é água.

## Demografia
Segundo o censo de 2010, tinha 2.481 pessoas residindo em Holland. A densidade populacional era de 73,33 hab./km². Dos 2.481 habitantes, Holland estava composto pelo 96.9% brancos, o 0.6% eram afroamericanos, o 0.44% eram amerindios, o 0.44% eram asiáticos, o 0% eram insulares do Pacífico, o 0.4% eram de outras raças e o 1.21% pertenciam a duas ou mais raças. Do total da população o 2.3% eram hispanos ou latinos de qualquer raça.